# Richard Neumann (Jurist)
Richard Neumann (* 5. Dezember 1878 in Gnesen; †  10. April 1955 in West-Berlin) war ein deutscher Jurist. Er arbeitete als Reichsanwalt zur Zeit der Weimarer Republik und nach Gründung der Bundesrepublik Deutschland war er Senatspräsident beim Bundesgerichtshof (BGH). Neumann galt als Prominenter Häftling im Ghetto Theresienstadt und war Überlebender des Holocaust.

## Leben und Wirken
Neumann besuchte das Gymnasium in Gnesen und Wiesbaden und beendete seine Schullaufbahn mit dem Abitur. Anschließend studierte er Rechtswissenschaften an der Universität Heidelberg, Berlin und Göttingen. Neumann promovierte 1902 in Freiburg zum Dr. jur. Ab 1905 war er als Gerichtsassessor tätig. Ab 1908 war er Staatsanwalt in Aachen und wechselte 1911 nach Köln, wo er 1913 erster Staatsanwalt am dortigen Oberlandesgericht wurde. Neumann wurde 1919 der Oberreichsanwaltschaft beim Reichsgericht in Leipzig zugeteilt, wo er ab 1919 als Reichsanwalt tätig war. Später war er als Abteilungsleiter der Reichsanwaltschaft mit der strafrechtlichen Ahndung staatsfeindlicher Delikte befasst und auch bei den so genannten Kommunistenprozessen involviert.
Von den Nationalsozialisten wurde er wegen seiner jüdischen Herkunft nach dem Berufsbeamtengesetz 1935 als Reichsanwalt entlassen. Noch in der Endphase des Zweiten Weltkrieges erfolgte seine Deportation in das Ghetto Theresienstadt, wo er am 5. Januar 1945 ankam. Im Theresienstadt-Konvolut ist er als „B-Prominenter“ aufgeführt. Am 8. Mai 1945 wurde Neumann in Theresienstadt durch die Rote Armee befreit.
Die Sowjetische Militäradministration in Deutschland setzte Neumann anschließend als Staatsanwalt im Bezirksgericht Zehlendorf ein. Ab Mitte Oktober 1945 war er Staatsanwalt und stellvertretender Generalstaatsanwalt beim Berliner Kammergericht, bis er am 25. Juni 1948 dort selbst Generalstaatsanwalt wurde. Die Behörde zog Anfang Februar 1949 in den Britischen Sektor Berlins. Mitte November 1950 wechselte er als Senatspräsident zum BGH und übernahm dort im Spätherbst 1951 den Vorsitz des 5. Berliner Strafsenats. Am 31. Dezember 1952 wurde Neumann in den Ruhestand verabschiedet. Im Februar 1953 wurde dem Senatspräsidenten a. D. das Große Verdienstkreuz der Bundesrepublik Deutschland aufgrund seiner Verdienste für die Berliner Justiz verliehen.